# IHL 1991/92
Die Saison 1991/92 war die 47. reguläre Saison der International Hockey League. Während der regulären Saison bestritten die zehn Teams jeweils 82 Spiele. In den Play-offs setzten sich die Kansas City Blades durch und gewannen den ersten Turner Cup in ihrer Vereinsgeschichte.

## Reguläre Saison

### Abschlusstabelle
Abkürzungen: GP = Spiele, W = Siege, L = Niederlagen, T = Unentschieden, OTL = Niederlage nach Overtime, GF = Erzielte Tore, GA = Gegentore, Pts = Punkte
| East Division        | GP | W  | L  | T | OTL | GF  | GA  | Pts |
| -------------------- | -- | -- | -- | - | --- | --- | --- | --- |
| Fort Wayne Komets    | 82 | 52 | 22 | 0 | 8   | 340 | 287 | 112 |
| Muskegon Lumberjacks | 82 | 41 | 28 | 0 | 13  | 306 | 293 | 95  |
| Kalamazoo Wings      | 82 | 37 | 35 | 0 | 10  | 292 | 312 | 84  |
| Milwaukee Admirals   | 82 | 38 | 36 | 0 | 8   | 306 | 309 | 84  |
| Indianapolis Ice     | 82 | 31 | 41 | 0 | 10  | 272 | 329 | 72  |

| West Division           | GP | W  | L  | T | OTL | GF  | GA  | Pts |
| ----------------------- | -- | -- | -- | - | --- | --- | --- | --- |
| Kansas City Blades      | 82 | 56 | 22 | 0 | 4   | 302 | 248 | 116 |
| Peoria Rivermen         | 82 | 48 | 25 | 0 | 9   | 333 | 300 | 105 |
| San Diego Gulls         | 82 | 45 | 28 | 0 | 9   | 348 | 298 | 99  |
| Salt Lake Golden Eagles | 82 | 33 | 40 | 0 | 9   | 252 | 304 | 75  |
| Phoenix Roadrunners     | 82 | 29 | 46 | 0 | 7   | 275 | 338 | 65  |

## Turner-Cup-Playoffs
| Turner-Cup-Viertelfinale | Turner-Cup-Viertelfinale | Turner-Cup-Viertelfinale |    |                      | Turner-Cup-Halbfinale | Turner-Cup-Halbfinale | Turner-Cup-Halbfinale |  |  | Turner-Cup-Finale | Turner-Cup-Finale | Turner-Cup-Finale |
|                          |                          |                          |    |                      |                       |                       |                       |  |  |                   |                   |                   |
| W1                       | Kansas City Blades       | 4                        |    |                      |                       |                       |                       |  |  |                   |                   |                   |
| W4                       | Salt Lake Golden Eagles  | 1                        |    |                      |                       |                       |                       |  |  |                   |                   |                   |
| W4                       | Salt Lake Golden Eagles  | 1                        | W1 | Kansas City Blades   | 4                     |                       |                       |  |  |                   |                   |                   |
|                          |                          |                          | W1 | Kansas City Blades   | 4                     |                       |                       |  |  |                   |                   |                   |
|                          | W2                       | Peoria Rivermen          | 2  |                      |                       |                       |                       |  |  |                   |                   |                   |
| W2                       | W2                       | Peoria Rivermen          | 2  | Peoria Rivermen      | 4                     |                       |                       |  |  |                   |                   |                   |
| W2                       |                          |                          |    | Peoria Rivermen      | 4                     |                       |                       |  |  |                   |                   |                   |
| W3                       | San Diego Gulls          | 0                        |    |                      |                       |                       |                       |  |  |                   |                   |                   |
| W3                       | San Diego Gulls          | 0                        | W1 | Kansas City Blades   | 4                     |                       |                       |  |  |                   |                   |                   |
|                          |                          |                          |    | Kansas City Blades   | 4                     |                       |                       |  |  |                   |                   |                   |
|                          | E2                       | Muskegon Lumberjacks     | 0  |                      |                       |                       |                       |  |  |                   |                   |                   |
| E2                       | E2                       | Muskegon Lumberjacks     | 0  | Muskegon Lumberjacks | 4                     |                       |                       |  |  |                   |                   |                   |
| E2                       |                          |                          |    | Muskegon Lumberjacks | 4                     |                       |                       |  |  |                   |                   |                   |
| E4                       | Milwaukee Admirals       | 1                        |    |                      |                       |                       |                       |  |  |                   |                   |                   |
| E4                       | Milwaukee Admirals       | 1                        | E2 | Muskegon Lumberjacks | 4                     |                       |                       |  |  |                   |                   |                   |
|                          |                          |                          | E2 | Muskegon Lumberjacks | 4                     |                       |                       |  |  |                   |                   |                   |
|                          | E3                       | Kalamazoo Wings          | 1  |                      |                       |                       |                       |  |  |                   |                   |                   |
| E1                       | E3                       | Kalamazoo Wings          | 1  | Fort Wayne Komets    | 3                     |                       |                       |  |  |                   |                   |                   |
| E1                       |                          |                          |    | Fort Wayne Komets    | 3                     |                       |                       |  |  |                   |                   |                   |
| E3                       | Kalamazoo Wings          | 4                        |    |                      |                       |                       |                       |  |  |                   |                   |                   |

### Turner-Cup-Sieger
| Turner-Cup-Sieger Kansas City Blades | Torhüter: Wade Flaherty, Artūrs Irbe Verteidiger: Mike Colman, Gord Frantti, Duane Joyce, Dean Kolstad, Rick Lessard, Pat MacLeod, Sandis Ozoliņš, Tom Pederson, Claudio Scremin Angreifer: John Carter, Ed Courtenay, Dale Craigwell, Larry DePalma, Gary Emmons, Kevin Evans, Ron Handy, Michail Krawez, Peter Lappin, Jeff Madill, Jeff Odgers, J. F. Quintin Cheftrainer: Kevin Constantine |

## Vergebene Trophäen

### Mannschaftstrophäen
| Auszeichnung                                          | Team               |
| ----------------------------------------------------- | ------------------ |
| Turner Cup Gewinner der IHL-Playoffs                  | Kansas City Blades |
| Fred A. Huber Trophy Bestes Team der regulären Saison | Kansas City Blades |

### Individuelle Trophäen
| Auszeichnung                                                                   | Spieler           | Team                    |
| ------------------------------------------------------------------------------ | ----------------- | ----------------------- |
| James Gatschene Memorial Trophy MVP der regulären Saison                       | Dmitri Kwartalnow | San Diego Gulls         |
| Leo P. Lamoureux Memorial Trophy Bester Scorer                                 | Dmitri Kwartalnow | San Diego Gulls         |
| Governor’s Trophy Bester Verteidiger                                           | Jean-Marc Richard | Fort Wayne Komets       |
| James Norris Memorial Trophy Torhüter mit den wenigsten Gegentoren             | Wade Flaherty     | Kansas City Blades      |
| James Norris Memorial Trophy Torhüter mit den wenigsten Gegentoren             | Artūrs Irbe       | Kansas City Blades      |
| Garry F. Longman Memorial Trophy Bester Rookie                                 | Dmitri Kwartalnow | San Diego Gulls         |
| Ken McKenzie Trophy Bester US-amerikanischer Rookie                            | Kevin Wortman     | Salt Lake Golden Eagles |
| Commissioner’s Trophy Bester Trainer                                           | Kevin Constantine | Kansas City Blades      |
| Ironman Award Spieler mit allen Saisoneinsätzen und beständig hohen Leistungen | Dave Michayluk    | Muskegon Lumberjacks    |
| Norman R. „Bud“ Poile Trophy MVP der Turner-Cup-Playoffs                       | Ron Handy         | Kansas City Blades      |